# El Viejo (wulkan)
El Viejo – wygasły wulkan w Kostaryce.
El Viejo wznosi się na wysokość 2122 m n.p.m. Znajduje się w paśmie gór Kordyliery Środkowej, w pobliżu kaldery Chocosuela na północny zachód od wulkanu Poás. W przeszłości nazywany był La Mina („kopalnia”), i wiązało się to z istniejącą u jego podnóża kopalnią pumeksu.
Stoki wulkanu pokryte są drzewami cedrowymi i palmami. Z jego stoków wypływają rzeki Barroso i Caño Grande. Wulkan leży na obszarze Parku Narodowego Juan Castro Blanco.